# East New York
East New York è un quartiere di Brooklyn, uno dei cinque distretti di New York. I confini del quartiere sono la Cemetery Belt a nord, il confline con il Queens a est, la Jamaica Bay a sud e Van Sinderen Avenue a ovest.

## Storia
East New York venne fondato come Town of New Lots negli anni 1650. Venne annesso al 26th Ward della città di Brooklyn nel 1886 e divenne parte di New York nel 1898. Durante la seconda metà del XX secolo il quartiere iniziò ad essere abitato prevalentemente da afroamericani e latinos.

## Geografia
East New York è parte del Brooklyn Community District 5 e i suoi ZIP code sono 11207, 11208 e 11239.

## Demografia
Secondo i dati del censimento del 2010 la popolazione di East New York era di 91 958 abitanti, in aumento del 10,4% rispetto ai 83 275 del 2000. La composizione etnica del quartiere era: 63,6% (58 453) afroamericani, 3,0% (2 764) asioamericani, 1,3% (1 240) bianchi americani, 0,3% (291) nativi americani, 0,0% (38) nativi delle isole del Pacifico, 0,7% (683) altre etnie e 1,3% (1 237) multietinici. Gli ispanici e latinos di qualsiasi etnia erano il 29,6% (27 252).

## Sottosezioni

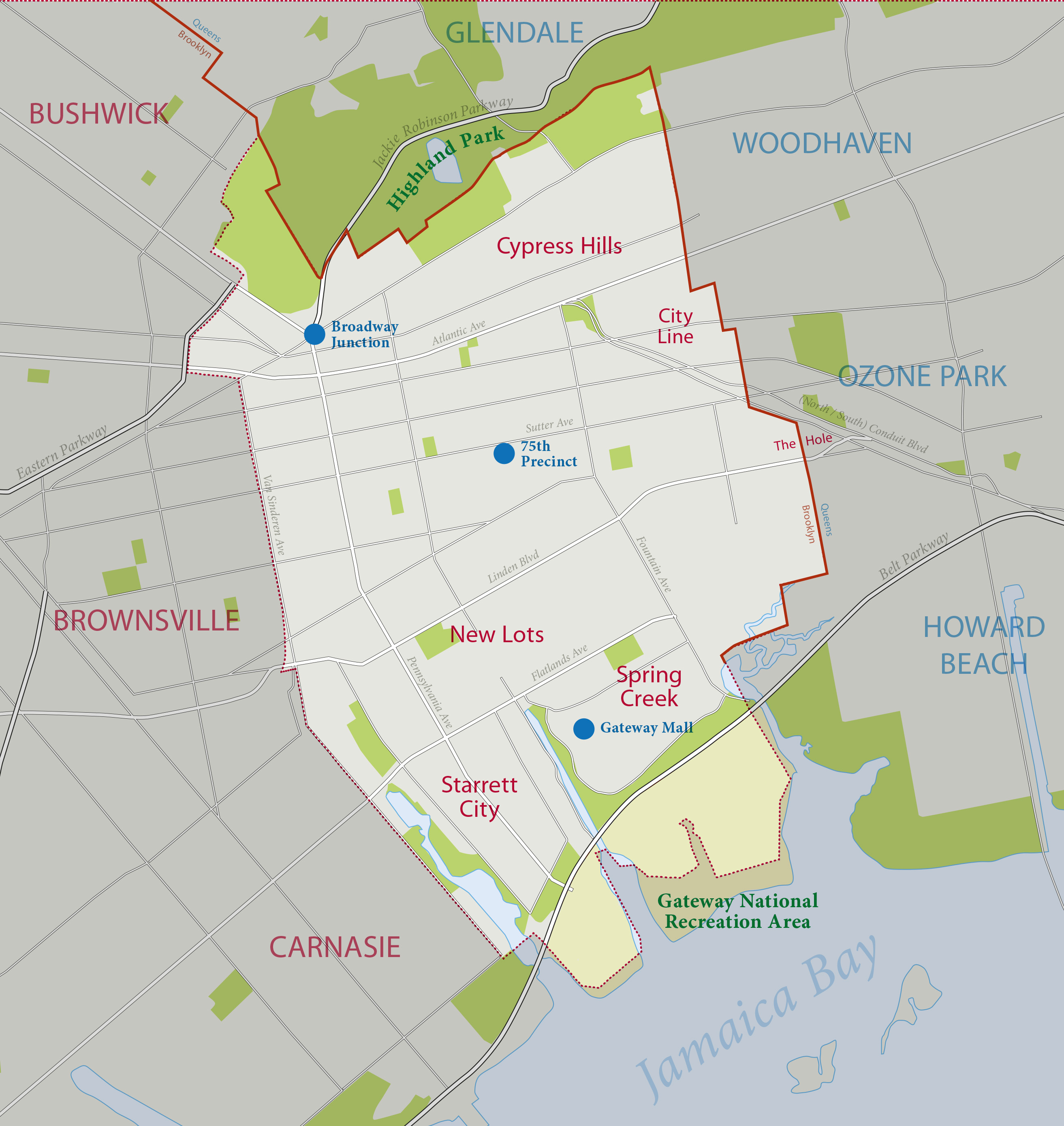
Mappa del quartiere con le sottosezioni indicate.

- City Line
- New Lots
- Spring Creek
- Cypress Hills
- Starrett City

## Trasporti
Il quartiere è servito dalla metropolitana di New York attraverso diverse stazioni:
- Pennsylvania Avenue, Van Siclen Avenue e New Lots Avenue della linea IRT New Lots, dove fermano i treni delle linee 3 e 4.
- Broadway Junction, Atlantic Avenue, Sutter Avenue, Livonia Avenue e New Lots Avenue della linea BMT Canarsie, dove fermano i treni della linea L.
- Broadway Junction, Liberty Avenue, Van Siclen Avenue, Shepherd Avenue, Euclid Avenue e Grant Avenue della linea IND Fulton Street, dove fermano i treni delle linee A e C.
- Broadway Junction, Alabama Avenue, Van Siclen Avenue, Cleveland Street, Norwood Avenue, Crescent Street e Cypress Hills della linea BMT Jamaica, dove fermano i treni delle linee J e Z.